# Francesco Barilli
Francesco Barilli (Parma, 4 febbraio 1943) è un regista, attore e sceneggiatore italiano.

## Biografia
Regista, attore, sceneggiatore e pittore appartenente a una nota famiglia di artisti (è nipote del pittore Cecrope Barilli), non ancora ventenne, dopo gli studi all’istituto d’arte di Parma, collabora come assistente volontario con il regista Antonio Pietrangeli per il film La parmigiana (1963), nel quale ottiene anche una piccola parte come attore. L'anno seguente Bernardo Bertolucci lo sceglie come protagonista di Prima della rivoluzione, film che lancerà definitivamente la carriera del suo autore e nel tempo si rivelerà dal punto di vista critico tra le più importanti pellicole Italiane del decennio. Subito dopo si trasferisce a Roma collaborando con i fratelli Bazzoni e Vittorio Storaro a diversi cortometraggi e brevi documentari in svariate mansioni: attore, assistente e scenografo. Il più importante di questi lavori è L'urlo, un corto di fantascienza dove interpreta il protagonista che viene presentato con successo a Cannes nel 66, e che l’anno successivo vale a Storaro un premio speciale ai Nastri d’argento.
Nel 1968, dopo avere lavorato come aiuto regista nei primi due film di Camillo Bazzoni, debutta alla regia con il cortometraggio di taglio naturalistico Nardino sul Po. Successivamente scrive la sceneggiatura di due film: Chi l'ha vista morire? di Aldo Lado, un thriller con protagonista l’ex 007 George Lazenby, e Il paese del sesso selvaggio di Umberto Lenzi, che inaugura la stagione dei Cannibal movie. Tempo dopo firma anche il soggetto di La gabbia, un melodramma a tinte erotiche diretto da Giuseppe Patroni Griffi e interpretato da Laura Antonelli, Tony Musante e Florinda Bolkan. 
Nel 1974 dirige il suo primo lungometraggio, Il profumo della signora in nero, un horror che tratta di cannibalismo e manipolazione psicologica. Il film, di cui è anche sceneggiatore, si rivela un esordio folgorante vincendo premi e menzioni speciali ai Festival di San Francisco e di Barcellona, ottenendo buoni risultati al box office Italiano, e diventando negli anni un cult movie in tutto il mondo. Tre anni dopo firma la regia di un altro horror, Pensione paura, ma la pellicola anche se interpretata da attori di grido per l’epoca come Luc Merenda e Francisco Rabal, alla sua uscita nelle sale passa seminosservata per poi essere riscoperta nei decenni successivi grazie all’home video. Nel 1991 dirige l’episodio Le Chiese di legno di La domenica specialmente, film collettivo scritto da Tonino Guerra; gli altri episodi sono diretti da Giuseppe Tornatore, Marco Tullio Giordana e Giuseppe Bertolucci. Dopo una pausa di oltre 30 anni ritorna a dirigere un film nel 2023 con Il paese del melodramma, una cupa e allo stesso tempo ironica riflessione sulla morte, l’alcolismo e il fallimento, interamente girato nella sua città natale e con protagonisti i suoi attori fidati Luca Magri e Luc Merenda. Per il film, oltre a firmare la sceneggiatura, cura anche la scenografia e interpreta l’anziano padre di Magri.
Nel corso del tempo scrive e dirige tre fiction televisive per la Rai, la più importante è Giorni da Leone (2002), una miniserie interpretata e prodotta da Luca Barbareschi, che ottiene un buon successo di pubblico e dà vita a un sequel sempre firmato dal regista. Tra lunghi e corti gira anche una quindicina di documentari in cui spicca Poltrone rosse – Parma e il cinema, presentato in concorso al Festival di Venezia nel 2014 e candidato ai Nastri d'argento. Tra la fine degli anni 60' e la metà dei 90' lavora spesso in Rai come regista realizzando speciali, inchieste, e brevi documentari naturalistici per la trasmissione Geo & Geo. Nello stesso periodo gira anche filmati industriali per aziende come ENI e AGIP, e diversi spot pubblicitari per marchi importanti: Bauli, FIAT, SIP, Pavesi, Scottex e Uliveto. Nel 2019 dirige il cortometraggio L'urlo, remake dell'omonimo corto di Luigi Bazzoni che aveva interpretato come attore nel 1966, affidando il suo vecchio ruolo di protagonista al giovane amico Luca Magri.
Grazie al successo internazionale del film di Bertolucci, alterna alla carriera di regista quella di attore, recitando tra cinema e televisione per registi come Mauro Bolognini, Carlos Saura, Carlo Vanzina e Gianni Amelio, tornando anche a interpretare ruoli da protagonista come in Sabato italiano (1992), nella miniserie La famiglia Ricordi (1993), e in La casa nel vento dei morti (2012), di cui gira anche un segmento del film come regista. Oltre al lavoro nel cinema e in TV, non ha mai abbandonato la sua grande passione: la pittura, esponendo a Roma, Parigi, New York, e soprattutto a Parma.  

## Filmografia

### Regista

#### Cinema
- Nardino sul Po – cortometraggio (1968)
- Il profumo della signora in nero (1974)
- Pensione paura (1977)
- La domenica specialmente (episodio: Le chiese di legno) (1991)
- La casa nel vento dei morti (special guest director) (2012)
- L'urlo – cortometraggio (2019)
- Il paese del melodramma (2023)

#### Televisione
- Una mattina come le altre – film TV (1981)
- Il caso Martinengo - special TV (1985)
- Il tavoliere, la Puglia dei Dauni – documentario TV Geo & Geo (1994)
- Le paludi di Ravenna – documentario TV Geo & Geo (1995)
- Comacchio, il paese delle acque – documentario TV Geo & Geo (1995)
- Grado e Marano, il Friuli delle lagune – documentario TV Geo & Geo (1996)
- Il Salento, paradiso di pietra e di mare – documentario TV Geo & Geo (1996)
- Lecce e la terra degli olivi – documentario TV Geo & Geo (1996)
- Giorni da Leone – miniserie TV (2002)
- Giorni da Leone 2 – miniserie TV (2006)

#### Documentari
- Storia della Repubblica di San Marino (1980)
- Cinecittà 50 – cortometraggio (1987)
- Casa Barilli – cortometraggio (1997)
- Erberto Carboni (1998)
- L'immensa foresta tra la Toscana e la Romagna (1999)
- Giuseppe Verdi (2000)
- Parma e la sua terra (2003)
- Il Palazzo ducale e il Bertoja a Parma – cortometraggio (2005)
- La vita di Giovannino Guareschi (2009)
- Poltrone rosse - Parma e il cinema (2014)
- Il Regio nel paese del melodramma (2015)
- I colori nascosti di Benedetto detto Antelami – cortometraggio (2017)

### Attore
- La parmigiana, regia di Antonio Pietrangeli (1963)
- Prima della rivoluzione, regia di Bernardo Bertolucci (1964)
- L'urlo, regia di Camillo Bazzoni – cortometraggio (1966)
- Sabato italiano, regia di Luciano Manuzzi (1992)
- La famiglia Ricordi, regia di Mauro Bolognini – miniserie TV (1993)
- Uomini senza donne, regia di Angelo Longoni (1996)
- Casa Barilli, regia di Francesco Barilli – documentario cortometraggio (1997)
- Avvocati, regia di Giorgio Ferrara – miniserie TV (1998)
- Giuseppe Verdi, regia di Francesco Barilli – documentario (2000)
- Il lato oscuro, regia di Gianpaolo Tescari – miniserie TV (2002)
- L'altra donna, regia di Anna Negri – film TV (2002)
- Giorni da Leone, regia di Francesco Barilli – miniserie TV (2002)
- Il solitario, regia di Francesco Campanini (2008)
- Io, Don Giovanni, regia di Carlos Saura (2009)
- La penna di Hemingway, regia di Renzo Carbonera – cortometraggio (2011)
- Sotto il vestito niente - L'ultima sfilata, regia di Carlo Vanzina (2011)
- La casa nel vento dei morti, regia di Francesco Campanini (2012)
- Poltrone Rosse - Parma e il cinema, regia di Francesco Barilli – documentario (2014)
- A.A. professione attrice, regia di Rocco Talucci – documentario (2015)
- Per horror intendo…, regia di Paola Settimini – documentario (2021)
- Il signore delle formiche, regia di Gianni Amelio (2022)
- Il paese del melodramma, regia di Francesco Barilli (2023)
- Pretendo l’inferno, regia di Eugenio Ercolani – documentario (2024)

### Sceneggiatore
- Nardino sul Po, regia di Francesco Barilli – cortometraggio (1968)
- Chi l'ha vista morire?, regia di Aldo Lado (1972)
- Il paese del sesso selvaggio, regia di Umberto Lenzi (1972)
- Il profumo della signora in nero, regia di Francesco Barilli (1974)
- Pensione paura, regia di Francesco Barilli (1978)
- Una mattina come le altre, regia di Francesco Barilli – film TV (1981)
- La gabbia, regia di Giuseppe Patroni Griffi (1985)
- Cinecittà 50, regia di Francesco Barilli – documentario cortometraggio (1987)
- Giorni da Leone, regia di Francesco Barilli – miniserie TV (2002)
- Giorni da Leone 2, regia di Francesco Barilli – miniserie TV (2006)
- Poltrone Rosse - Parma e il cinema, regia di Francesco Barilli – documentario (2014)
- L'urlo, regia di Francesco Barilli – cortometraggio (2019)
- Il paese del melodramma, regia di Francesco Barilli (2023)

### Scenografo
- L'urlo, regia di Francesco Barilli – cortometraggio (2019)
- Il paese del melodramma, regia di Francesco Barilli (2023)

### Aiuto regista
- Vivo per la tua morte, regia di Camillo Bazzoni (1968)
- Commando suicida, regia di Camillo Bazzoni (1968)

## Doppiatori italiani
- Massimo Turci in Prima della rivoluzione